# 詹姆斯·O·麦金纳尼
詹姆斯·O·麦金纳尼（1969年—）是一位爱尔兰微生物学家和计算生物学家，本科和博士都毕业于高威大学，现为諾丁漢大學教授，2015年当选美国微生物学会会士，2016年当选倫敦林奈學會会士。